# Венцел Йозеф фон Тун-Хоенщайн
Венцел/Вацлав Йозеф Йоханес фон Непомук Иван Францискус де Паула Кайетанус Валентинус фон Тун-Хоенщайн (на немски: Wenzel/Václav Joseph Johannes von Nepomuk Ivan Franziscus de Paula Cajetanus Valentinus von Thun-Hohenstein; * 6 февруари 1737, Прага; † 15 декември 1796, Прага) е граф на Тун и Хоенщайн в Тирол, австрийски генерал.

## Произход
Той е третият син на граф Йозеф фон Тун-Хоенщайн (1711 – 1788) и първата му съпруга графиня Мария Кристина фон Хоенцолерн-Хехинген (1715 – 1749), дъщеря на граф Херман Фридрих фон Хоенцолерн-Хехинген (1665 – 1733) и графиня Мария Йозефа Терезия фон Йотинген-Шпилберг (1694 – 1738). Брат е на Франц Йозеф (1734 – 1801) и Леополд Леонхард (1748 – 1846), епископ на Пасау (1796 – 1826). Полубрат е на Ладислаус Йозеф фон Тун и Хоенщайн (1752 – 1788) и Антон Йозеф (1754 – 1840).

## Фамилия
Венцел Йозеф се жени на 22 ноември 1768 г. в Дечин за графиня Мария Анна фон Коловрат-Либщайнски (* 22 януари 1750, Прага; † 24 август 1828, Лаер, Вестфалия), дъщеря на граф Ян Винцент Коловрат-Либщайнски (1723 – 1750) и графиня Елизабет Каролина Мария Йозефа фон Коловрат-Краковски, фрайин фон Угезд (1728 – 1815). Te имат три деца:
- Ана Мария Елизабет (* 14 август 1783, Братислава; † 5 декември 1860, Прага), омъжена I. на 11 юни 1804 г. за граф Фридрих Вилхелм фон Вестфален цу Фюрстенберг (* 12 октомври 1780, Хилдесхайм; † 19 април 1809, убит при Хаузен, Долна Бавария), II. на 29 април 1817 г. в Хилдесхайм за неговия брат граф Йозеф Клеменс Вестфален цу Фюрстенберг (* 7 март 1785, Хилдесхайм; † 26 януари 1863, Прага)
- Йозеф Вацлав (* 7 февруари 1785; † 1787)
- Франтишек де Паула Антонин I (* 3 октомври 1786, Прага; † 18 януари 1873, Дечин), женен на 5 септември 1808 г. в Бохосудов (Марияшайн при Теплиц), Бохемия, за графиня Терезия Мария Анна фон Бюл (* 8 ноември 1784, Пфьортен; † 8 март 1844, Прага); имат трима сина и две дъщери